# Abandon
ABandOn è il sedicesimo album in studio dei Deep Purple, uscito nel 1998. Ha raggiunto la sesta posizione in Norvegia.

## Storia
Fu l'ultimo album con Jon Lord alle tastiere (dopo seguirà il trentennale del Concerto per Gruppo e Orchestra). Contiene una rivisitazione di una delle canzoni del gruppo apparsa in precedenza su un altro album,  Bloodsucker da Deep Purple in Rock (qui reintitolata Bludsucker).
Il titolo dell'album è un gioco di parole di Ian Gillan - "A Band On" che sta a significare: "una band che sta bene" oppure "abbandono".
Durante le sessioni di registrazione di Abandon i brani Picture of Innocence, I've Got Your Number e Long Time Gone erano stati scritti originariamente per questo album ma vennero esclusi e infine inclusi nell'album Bananas, pubblicato cinque anni dopo.
Nel 1999 venne pubblicato l'album dal vivo Total Abandon: Australia '99, concerto tenuto dal gruppo a Melbourne, il primo dopo 15 anni in Australia, nel quale il gruppo esegue alcuni brani dei più recenti Abandon e Purpendicular oltre ai successi del passato.

## Copertina
La copertina raffigura un uomo che si tuffa da un grattacielo.

## Tracce
Testi di Ian Gillan, Roger Glover, Jon Lord, Steve Morse, Ian Paice, eccetto Bludsucker scritta da Ritchie Blackmore, Gillan, Glover, Lord, Paice.
1. Any Fule Kno That – 4:29
2. Almost Human – 4:26
3. Don't Make Me Happy – 4:56
4. Seventh Heaven – 5:25
5. Watching the Sky – 5:26
6. Fingers to the Bone – 4:47
7. Jack Ruby – 3:48
8. She Was – 4:19
9. Whatsername – 4:26
10. '69 – 4:59
11. Evil Louie – 4:56
12. Bludsucker – 4:27 (testo: Blackmore; Gillan; Glover; Lord; Paice)

## Formazione
- Ian Gillan - voce
- Steve Morse - chitarra
- Jon Lord - organo, tastiera
- Roger Glover - basso
- Ian Paice - batteria